# Og solen går sin gang
Og solen går sin gang (originaltitel: The Sun also Rises) er en roman af Ernest Hemingway udgivet i 1926. 
Hemingway skrev denne roman på en café i Montparnasse-kvarteret i Paris. Romanen omhandler en gruppe amerikanske og britiske migranter, som sammen rejser fra Paris til San Fermín festivalen i Pamplona for at opleve tyreløbet og tyrefægtningen. På trods af en lunken modtagelse ved bogens udgivelse er den blevet anerkendt som en moderne klassiker, der kom til at definere den tabte generation.
| Bog | Spire Denne artikel om bøger og tidsskrifter er en spire som bør udbygges. Du er velkommen til at hjælpe Wikipedia ved at udvide den. |